# 太平洋小鯷
太平洋小鯷（学名：Anchoa lucida）為輻鰭魚綱鲱形目鳀科的其中一種，分布於中東太平洋的墨西哥下加利福尼亞半島海域，棲息深度可達50公尺，本魚體延長，吻長度約3/4眼徑，臀鰭短，體側具一條銀色條紋，寬度約1/2眼徑，臀鰭軟條18-23條，體長可達13.2公分，喜群游，棲息在海灣、潟湖，能忍受鹽度變化，以浮游生物為食。

## 擴展閱讀
維基物種上的相關：太平洋小鯷